# Иван Гуцов
Иван Стоянов Гуцов е български физикохимик.

## Биография
Роден е в София на 31 май 1933 г. Завършва Химико-технологичния и металургичен иниверситет (ВХТИ) в София през 1958 г. Защитава докторска дисертация (по химически науки) през 1972 г. През 1995 г. е избран за член-кореспондент на БАН, а в 2003 г. – за академик.
Работи в областта на изследването на веществата в стъкловидно състояние. В средата на 90-те години е съавтор на монография върху стъклообразното състояние, която се е превърнала в класически труд и се преиздава. През 2001 г. печели Хумболтова награда. Отличен е също със златен медал на СБУ, златен медал за заслуги на БАН, почетен знак „Марин Дринов“ на БАН и други.

## Трудове
- J. W. P. Schmelzer, I. S. Gutzow, The Vitreous State (1996); 2-ро преработено издание 2013 Springer Verlag, ISBN 3-340-59087-0
- J. W. P. Schmelzer, I. S. Gutzow, et al. (2011) Glasses and the Glass Transition, Wiley, ISBN 978-3-527-63654-9